# Jean-Frédéric Lobstein
Jean Georges Chrétien Frédéric Martin Lobstein (ortografia alemã: Johann Friedrich Georg Christian Martin Lobstein) (Gießen, 8 de maio de 1777 – Estrasburgo, 7 de março de 1835) foi um patologista e cirurgião nascido na Alemanha, mas de nacionalidade francesa. Era sobrinho do renomado cirurgião Johann Friedrich Lobstein (1736–1784).
Em 1803, obteve seu doutorado pela Universidade de Estrasburgo, trabalhando posteriormente como anatomista e assistente do médecin-accoucheur en chef no Hospital Civil (Estrasburgo). Em 1805, tornou-se professor na École d'obstétrique du Rhin inférieur (Escola de Obstetrícia do Baixo Reno), onde serviu por trinta anos. Em 1819, alcançou uma cátedra em anatomia patológica.
Jean Lobstein é lembrado por suas contribuições no campo da anatomia patológica. Ele cunhou o termo 'osteoporose'. Também descreveu uma doença conhecida hoje como osteogênese imperfeita tipo I, às vezes chamada de "doença de Lobstein". Essa doença é uma desordem hereditária generalizada do tecido conjuntivo, caracterizada por fragilidade óssea e uma coloração azul-acinzentada das escleras dos olhos. Em 1813, fundou um impressionante museu patológico em Estrasburgo, uma coleção que permaneceu intacta até os anos seguintes à Guerra Franco-Prussiana, quando seus artefatos foram dispersos ou perdidos.
A melhor obra escrita de Lobstein foi um trabalho inacabado em quatro volumes intitulado "Traité d’anatomie pathologique", baseado em suas experiências pessoais como patologista. No segundo volume, ele cunhou a palavra "arteriosclerose" em uma seção sobre doença arterial. Além de seu trabalho na medicina, ele era um ávido arqueólogo, historiador e numismata.

## Biografia
Em 1803 doutorou-se pela Universidade de Estrasburgo, atuando subsequentemente como prossector anatômico e também assistente do diretor-médico do cidadão em Estrasburgo. Em 1805 tornou-se professor da Escola de Obstetrícia do Reno Inferior, onde trabalhou durante trinta anos. Em 1819 conseguiu o direito de lecionar anatomia patológica.
Jean Lobstein é lembrado pelas suas contribuições no campo da anatomia patológica. Em 1813 ele fundou o museu patológico de Estrasburgo, uma coleção que permaneceu intacta até os anos que se seguiram à Guerra Franco-prussiana, quando todo o material foi destruído ou desapareceu.
A publicação mais bem conhecida de Lobstein é a obra "Tratado de Anatomia Patológica", em 4 volumes, onde trata suas experiências particulares como patologista. Além da medicina tinha interesses por arqueologia, história, numismática, além de ter cunhado o termo "arteriosclerose".

## Obras
- Recherches et observations anatomico-physiologiques sur la position des testicules dans le bas-ventre du foetus et leur descente dans le scrotum Strasbourg, Eck, 1801
- Sur la nutrition du foetus. Inaugural-Dissertation. Straßburg 1802.
- Discours sur la prééminence du système nerveux etc. Straßburg 1821.
- Handbuch der Hebammenkunst. Straßburg 1827.
- Traité de l’anatomie pathologique. Paris 1833.
- Essai d’une nouvelle théorie, fondée sur les anomalies de l’innervation. Paris, Straßburg 1835.
- Lehrbuch der pathologischen Anatomie. Stuttgart 1835.
- Recherches et observations sur le phosphore, Strasbourg, Levrault, 1815